# Naha, Estland
Naha är en by i Räpina kommun i landskapet Põlvamaa i sydöstra Estland. Byn ligger cirka 210 kilometer sydost om huvudstaden Tallinn på en höjd av 42 meter över havet och antalet invånare är 124.

## Geografi
Terrängen runt Naha är mycket platt, och sluttar österut. Runt Naha är det glesbefolkat, med 10 invånare per kvadratkilometer. Närmaste större samhälle är staden Räpina, 8,5 kilometer söder om Naha. Omgivningarna runt Naha är en mosaik av jordbruksmark och naturlig växtlighet.

### Klimat
Årsmedeltemperaturen i trakten är 2 °C. Den varmaste månaden är juli, då medeltemperaturen är 18 °C, och den kallaste är februari, med −12 °C.
1. ↑  Framräknat ur variansen i alla höjduppgifter (DEM 3") från Viewfinder Panoramas, inom 10 km radie.[2] Mer om algoritmen finns här: Användare:Lsjbot/Algoritmer.